# Guadalupe Buenavista, Chiapas
Guadalupe Buenavista är en ort i Mexiko.   Den ligger i kommunen Comitán Municipality och delstaten Chiapas, i den sydöstra delen av landet, 800 km öster om huvudstaden Mexico City. Guadalupe Buenavista ligger 2 153 meter över havet och antalet invånare är 416.
Terrängen runt Guadalupe Buenavista är lite bergig. Runt Guadalupe Buenavista är det ganska tätbefolkat, med 100 invånare per kvadratkilometer. I omgivningarna runt Guadalupe Buenavista växer i huvudsak blandskog.